# Gardner (Illinois)
Pour les articles homonymes, voir Gardner.
Gardner est un village du comté de Grundy dans l'Illinois, aux États-Unis,. Situé au sud-est du comté, il est incorporé le 22 janvier 1914.

## Démographie
Lors du recensement de 2010, le village comptait une population de 1 463 habitants. Elle est estimée, en 2016, à 1 419 habitants.

## Source de la traduction
- (en) Cet article est partiellement ou en totalité issu de l’article de Wikipédia en anglais intitulé « Gardner, Illinois » (voir la liste des auteurs).